# 65 Pułk Piechoty (LWP)
65 pułk piechoty (65 pp) – oddział piechoty ludowego Wojska Polskiego.
Pułk sformowany został w 1945, w składzie 18 Dywizji Piechoty. Stacjonował w Białymstoku. W 1952 stacjonował w Orzyszu. Rozformowany w 1956.

## Skład etatowy
- dowództwo i sztab
- 3 bataliony piechoty
- kompanie: przeciwpancerna, rusznic ppanc, łączności, gospodarcza
- baterie: 45 mm armat przeciwpancernych wz. 1942, 76 mm armat dywizyjnych wz. 1942, moździerzy 120 mm
- plutony: zwiadu, saperów, żandarmerii
- pułkowa szkoła podoficerska
- izba chorych

Etatowo stan żołnierzy w pułku wynosił 1604.

## Żołnierze pułku
dowódcy pułku:
- ppłk Hipolit Świderski (1947-?)

oficerowie:
- Edward Drzazga